# Kloster Žďár
Das ehemalige Zisterzienserkloster Žďár (deutsch Kloster Saar) befindet sich auf dem Gebiet der Stadt Žďár nad Sázavou in Mähren. Es wurde zu Ehren „Fons Beatae Mariae Virginis“ (Studnice Blahoslavené Panny Marie) geweiht und bestand mit Unterbrechungen von 1252 bis 1784.

## Geographie
Die Klosteranlage liegt zwei Kilometer nördlich des Stadtzentrums von Žďár nad Sázavou an der Einmündung des Stržský potok in die Sázava. Umgeben wird sie von zwei größeren Teichen; östlich – am Stržský potok – der Konventský rybník (Konventteich), westlich – an der Sázava – der Bránský rybník (Torteich). Nördlich verläuft die historische Landesgrenze zu Böhmen.

## Geschichte

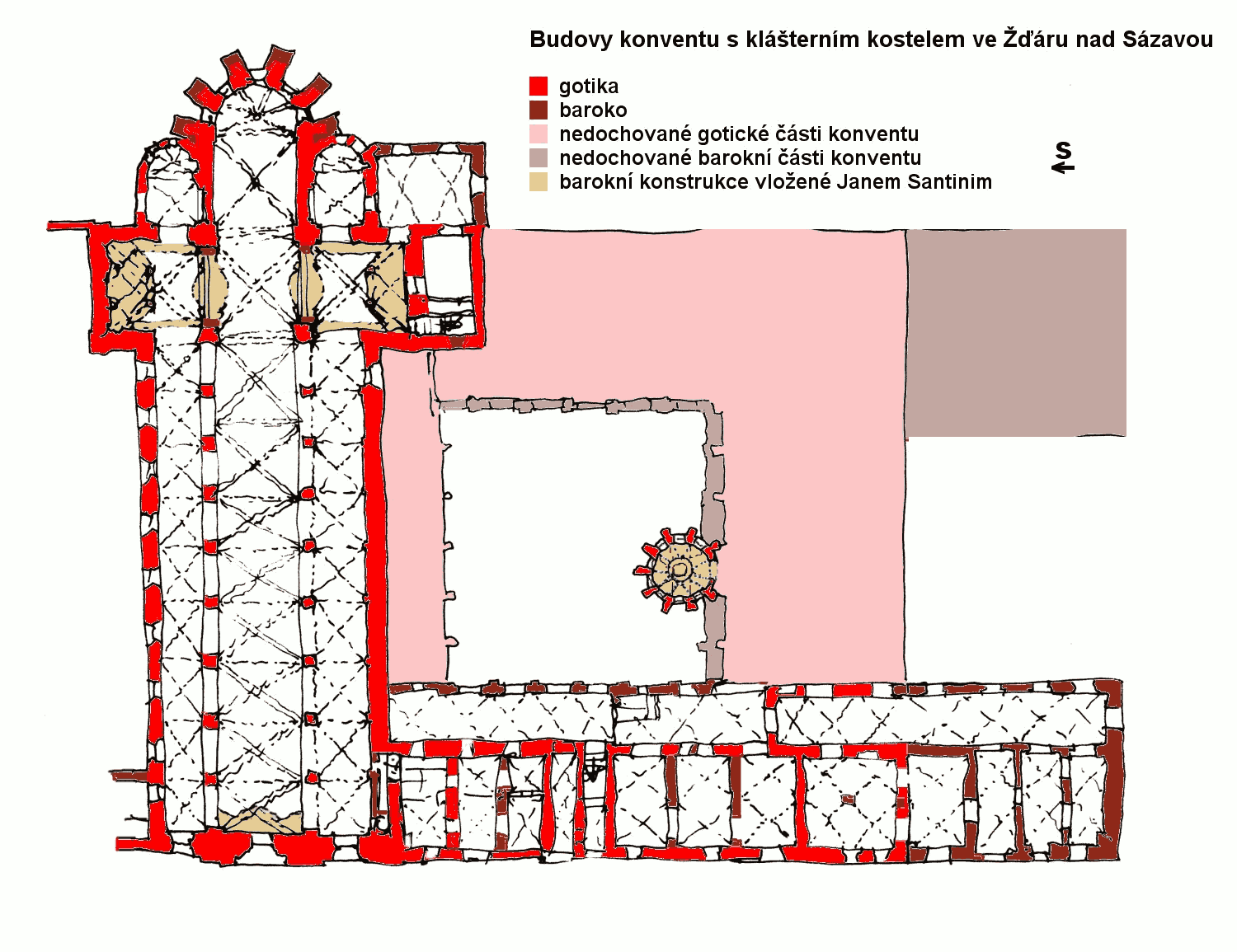
Grundriss der Anlage

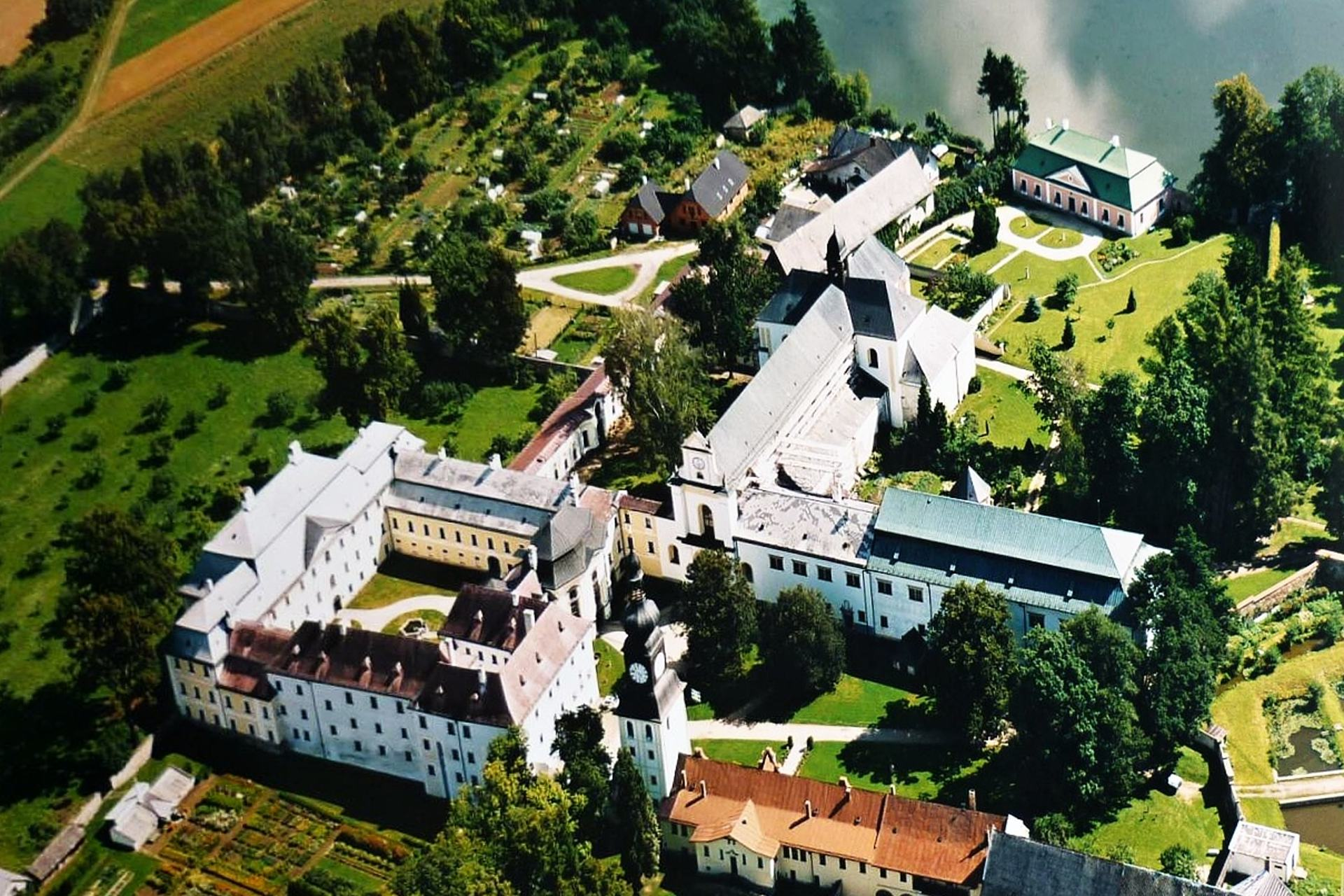
Gesamtansicht aus der Vogelschau

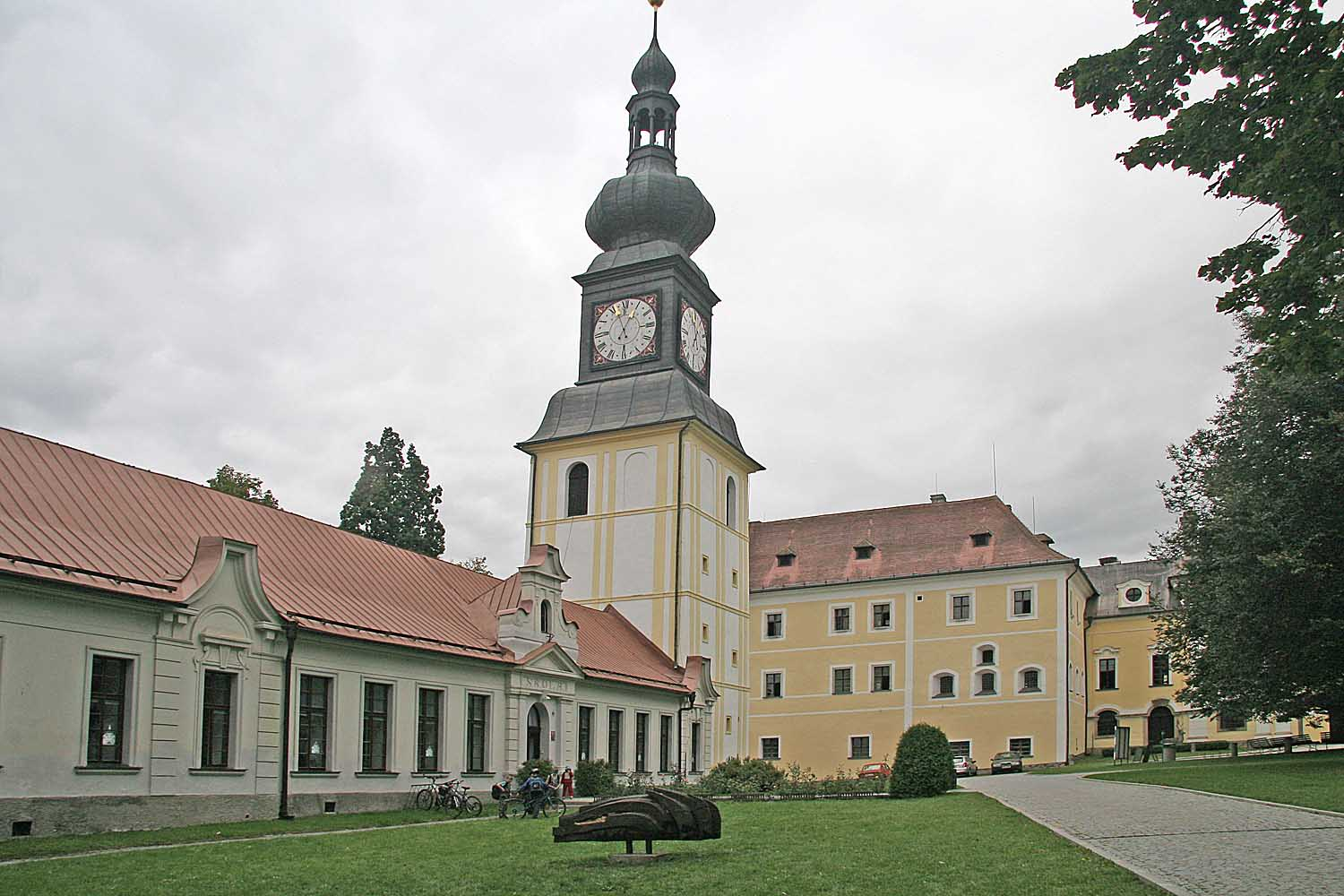
Der Turm

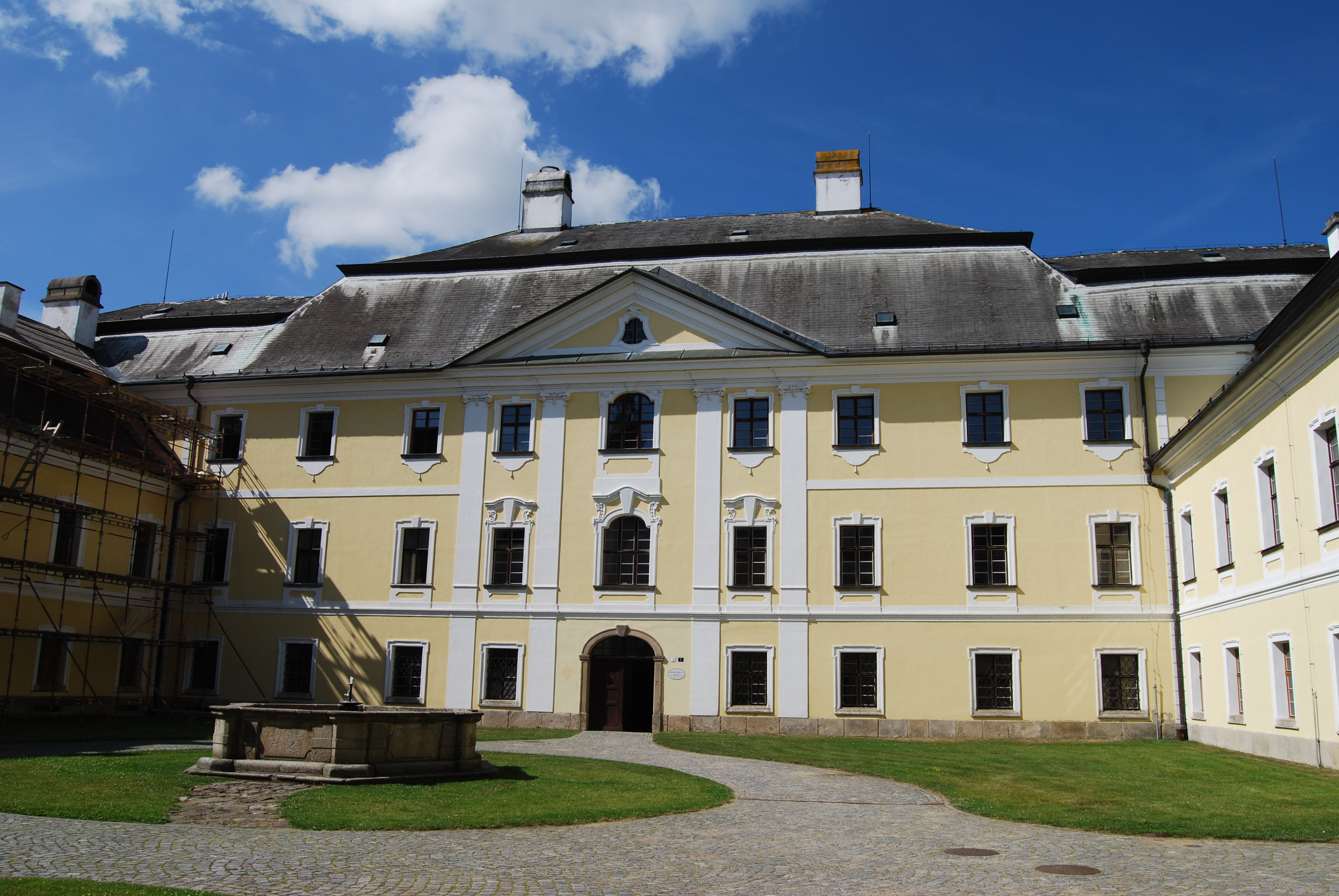

Das Kloster Žďár wurde 1252 von Boček von Jaroslavice und Zbraslav gegründet und mit Mönchen des Klosters Nepomuk besiedelt. Es war eines der bedeutendsten Klöster der böhmischen Länder und wurde sowohl von Bočeks Nachkommen als auch vom böhmischen Königshaus gefördert. Die Geschichte der Klosterentstehung wurde um 1300 vom früheren Saarer Mönch Jindřich/Heinrich Řezbář in 1162, teilweise gereimten, Versen unter dem Titel „Cronica domus Sarensis“ verfasst.
1353 bestätigte König Karl IV., 1411 dessen Sohn Wenzel die von König Wenzel I. gewährten Privilegien. 1422 brannten die Hussiten das Kloster nieder. Während der Regierungszeit des Königs Georg von Podiebrad, der ebenfalls dem Adelsgeschlecht Kunstadt abstammte, wurde es erneuert. 1462 erteilte Papst Pius II. die Pontifikalien.
1588 tauschte der Münsterberger Herzog Karl II., auf den das Kunstädter Patronat über das Kloster übergegangen und der ein Urenkel Georg von Podiebrads war, die klösterlichen Besitzungen mit dem Olmützer Bischof Stanislaus Pavlovský von Pavlovitz gegen kleinere Besitzungen in der Nähe von Sternberg. Dadurch wurde das Kloster untertan. 1606 gliederte Bischof Franz Seraph von Dietrichstein die Ortschaft Saar den bischöflichen Gütern ein und erhob sie ein Jahr später zur Stadt. Aus wirtschaftlichen Gründen erfolgte 1613 die Auflösung des Klosters. Nachfolgend wurde die Abtei zu einem Schloss umgebaut und große Teile des Klosters, u. a. der gotische Kreuzgang, abgebrochen. Das Klostergut wurde an die Herrschaft Chropin angegliedert, die ebenfalls im bischöflichen Besitz war.
1638 erwarb Abt Johann Greifenfels von Pilsenburg den größten Teil von Saar zurück und gründete das Kloster neu. Unter Abt Benedikt Zaunmüller wurde ab 1676 der Konvent mit der Mariensäule und das Refektorium neu errichtet. Nach einem Brand 1689 baute Abt Edmund Wagner die achteckige Kirche St. Margaretha sowie das Klostertor neu.
Große architektonische und künstlerische Veränderungen erfolgten unter Abt Wenzel Vejmluva. Er veranlasste 1706 den Umbau der Klosterkirche Mariä Himmelfahrt durch den Architekten Johann Blasius Santini-Aichl sowie den Bau der Prälatur. Der Abtsbau wurde 1727 zur Adelsakademie umgestaltet. Aus Anlass der Heiligsprechung des heiligen Johannes Nepomuk wurde in der Nähe des Klosters 1719–1722 die Wallfahrtskirche St. Nepomuk ebenfalls nach Plänen von Johann Blasius Santini-Aichl errichtet.
Nachdem die Klostergebäude bei einem weiteren Brand beschädigt wurden, betrieb Abt Otto Steinbach von Kranichstein 1782–1784 im Rahmen der Josephinischen Reformen die Auflösung des Klosters. Die Klostergüter übernahm der Religionsfonds. Die Klosterkirche wurde 1786 als Pfarrkirche umgewidmet und die frühere Pfarrkirche St. Margaretha abgetragen. 1826 erwarb der böhmische Oberstmarschall Josef Wratislaw von Mitrowitz die Kameralgüter Saar und Wognomiestetz, ihm folgte Franz Joseph von Dietrichstein. Letzte Besitzer waren, durch Erbgang seitens der Grafen Clam-Gallas, von 1921 bis 1945 die Grafen Kinsky. Sie erhielten ihren Besitz nach der politischen Wende 1991 im Wege der Restitution zurück.

## Bauten und Anlage
Von den mittelalterlichen Bauten ist die Klosterkirche, eine dreischiffige Basilika mit Querschiff, Presbyterium mit einem quadratischen, kreuzgewölbten Joch und dreiteiligem Chorabschluss erhalten; der mittlere Chor ist fünfseitig geschlossen. Die beiden Arme des Querhauses weisen je drei kreuzgewölbte Joche auf. Das Hauptschiff des Langhauses ist achtjochig; das östliche Joch ist quadratisch mit einer Doppelarkade, die übrigen sind rechteckig. Die Langhausarkaden stützen sich auf vierkantigen Pfeilern mit Bündeldiensten oberhalb einer ausgedehnten Mauerzone ab, auf denen die Gewölbe des Mittelschiffs aufliegen. Über der Mauerzone schließt der Lichtgaden an. Die kreuzgewölbten Seitenschiffe sind neunjochig. Der barocke Umbau hat die Struktur der Kirche nicht wesentlich berührt.
2009 erhielt die Kirche durch Papst Benedikt XVI. den Titel einer Basilica minor verliehen.
Südlich der Kirche schloss sich die mittelalterliche Klausur an, von der nur wenige Reste erhalten sind. Im Kern erhalten sind der umgebaute Westflügel und das Brunnenhaus auf zehneckigem Grundriss, das auf das ausgehende 13. Jahrhundert zu datieren sein dürfte, dessen Gewölbe nicht erhalten ist. Der mächtige Glockenturm geht ebenfalls auf das Ende des 13. Jahrhunderts zurück.

## Äbte (Auswahl)
- 1253 Friedrich, aus Nepomuk
- 1253–1255 Konrad, aus Nepomuk
- 1255–1259 Walthelm, aus Sedletz
- 1259–1262 Heinrich, aus Nepomuk
- 1262–1276 Winrich, aus Waldsassen, später Abt von Kloster Ebrach
- 1276 Johannes I., aus Nepomuk
- 1276–1281 Johannes II. Caiphas, resigniert (1. Amtszeit)
- 1281–1283 Johannes III., aus Nepomuk
- 1283–1286 Johannes Caiphas (2. Amtszeit)
- 1286–1289 Adam, aus Sedletz
- 1289–1293 Johannes IV., gen. der Sachse, aus Nepomuk
- 1294–1309 Arnold von Saar[2]

.
.
.
- (?)–1650 Johannes Greifenfels von Pilsenburg
- 1676–1691 Benedikt Zaunmüller
- 1691–1705 Edmund Wagner
- 1705–1738 Václav Vejmluva
- 1739–1784 Otto Steinbach von Kranichstein